# 南湖区
南湖区（なんこ-く）は中華人民共和国浙江省嘉興市に位置する市轄区。

## 行政区画
- 街道：建設街道、解放街道、新嘉街道、南湖街道、新興街道、城南街道、東柵街道、長水街道、七星街道
- 鎮：鳳橋鎮、余新鎮、新豊鎮、大橋鎮